# Grote bevernel
De grote bevernel (Pimpinella major) is een meerjarige plant uit de schermbloemenfamilie (Apiaceae). De grote bevernel staat op de Nederlandse Rode Lijst van planten als vrij zeldzaam en stabiel of toegenomen. De soort komt voor in Europa, behalve in de meest noordelijke, oostelijke en zuidelijke delen en de Kaukasus. De plant is ingevoerd in Noord-Amerika.
De plant wordt 30-90 cm hoog en heeft een holle, veelkantige met smal gevleugelde geribde, meestal kale stengel, die onderaan een paarsrode kleur heeft en gemakkelijk doorgebroken kan worden dit in tegenstelling tot de kleine bevernel. Bovenaan de stengel zit vaak een witachtig waslaagje. De donkergroene, onderste bladeren zijn enkel geveerd met twee tot vier blaadjes en een min of meer drielobbige, getande eindlob. De eironde tot langwerpige, 1-4 cm lange blaadjes hebben een korte bladsteel en een gezaagde rand. De stengelbladeren zijn kleiner dan de onderste bladeren.
De plant bloeit van juni tot in september met witte, soms roze, 2-3 mm grote bloemen, die in een 3-6 cm groot, eindeling staand scherm met tien tot twintig stralen staan. Zowel de omwindselbladen als de omwindselblaadjes ontbreken. De stijl is na het afvallen van de bloemkroon 1,5-2 mm lang en dan langer als het vruchtbeginsel.
De eivormige, tweedelige, 2,5-3,5 mm lange splitvrucht is kaal en op doorsnede vijfkantig door de witachtige ribben.

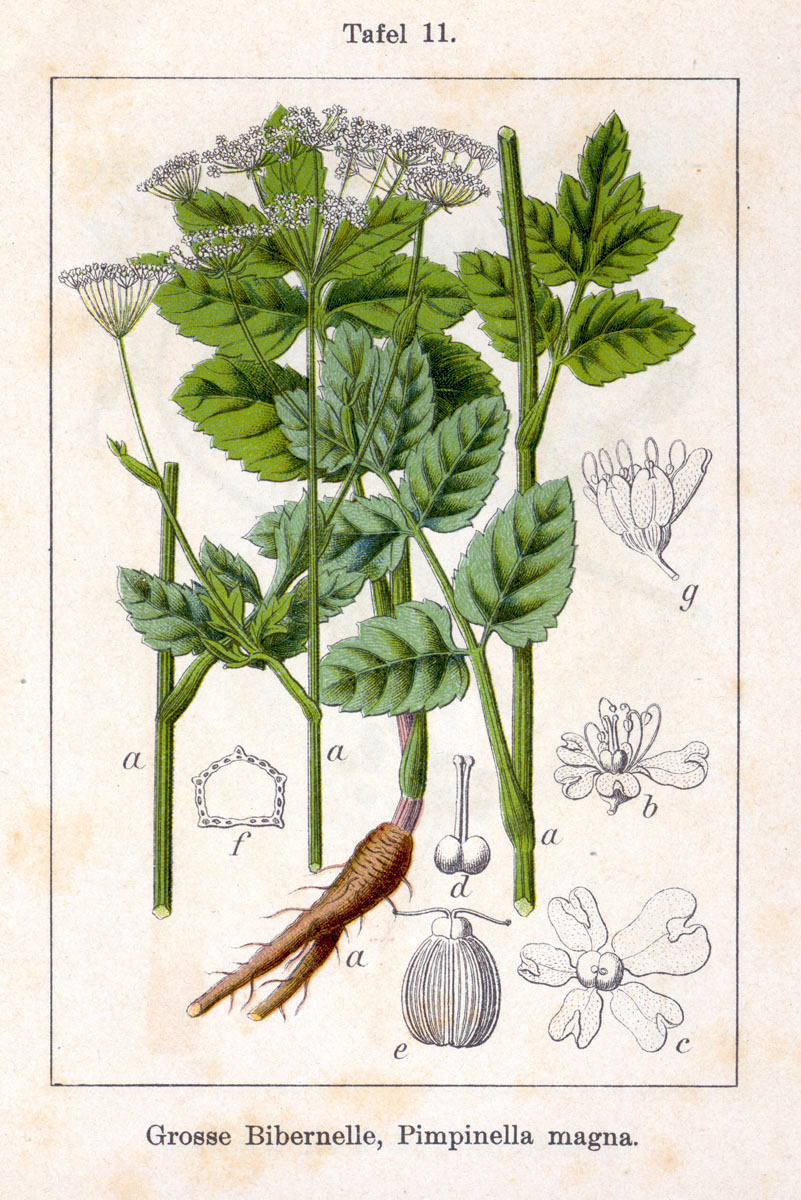
Grote bevernel

De grote bevernel komt voor op vochtige, voedselrijke (klei)grond aan dijken, in uiterwaarden en beschaduwde bermen.

## Plantengemeenschap
Grote bevernel is een indicatorsoort voor het mesofiel hooiland (hu) subtype Glanshavergrasland, een karteringseenheid in de Biologische Waarderingskaart (BWK) van Vlaanderen en het Brussels Hoofdstedelijk Gewest.

## Namen in andere talen
- Duits: Große Bibernelle
- Engels: Greater Burnet-saxifrage, Hollowstem Burnet Saxifrage
- Frans: Grand boucage